# Sozapato
Sozapato es el seudónimo artístico de Diana Sofía Zapata Ochoa (Quito, Ecuador, 2 de julio de 1984). Es ilustradora, diseñadora, actriz y activista del pensamiento creativo infantil. 
Su trabajo como ilustradora se ha publicado y reconocido en varios países, siendo seleccionada, en el 2019, como una de los 500 mejores ilustradores jóvenes.En esta selección realizada en China, se incluyeron únicamente a 7 ilustradores latinoamericanos de los cuales Sozapato fue la única ecuatoriana. Actualmente es una reconocida autora de libros álbum con títulos como: Colorín Colorado, Matilde, Distinta, Debajo de hoy y Hogar. Es una de las ilustradoras más relevantes de su país, por su trayectoria y versatilidad. Varios de sus libros representan al Ecuador en la lista de Honor del IBBY (International Board on Books for Young People). 
En 2020 el "New York Times" en español publica su texto ilustrado “Metamorfosis inevitables” y este mismo año es finalista y mención de honor en la categoría de diseño gráfico en la 7.ª Bienal Iberoamericana de Diseño en Madrid – España, con su obra Cartografía Sonora del Yasuní, una propuesta inédita,  que retrata de manera visual/metafórica los sonidos encontrados en la zona del Yasuní durante el año 2019. 
En 2018 funda la primera editorial ecuatoriana que desarrolla el pensamiento creativo y filosófico en los niños: Ommani Ediciones.

## Biografía
Nació en Quito, Ecuador. Es hija de Teresa de Jesús Ochoa Moreno y de Víctor Edwin Reinel Zapata Bustamante. Estudió diseño gráfico en el Instituto Metropolitano de Diseño y Artes plásticas en la Universidad Central del Ecuador de Quito, terminando ambas carreras. Simultáneamente estudia teatro y años después se apasiona por la filosofía y la neurociencia.
Después de graduarse, trabajó en la Revista para niñas y niños ¡elé! donde aprendió sobre comunicación visual y responsabilidad social. Aquí publicó sus primeros trabajos como ilustradora. Al poco tiempo, decidió trabajar como freelance, estrechando lazos con varias editoriales nacionales y extranjeras, ilustrando más de 60 publicaciones alrededor del mundo.
Sozapato tiene una gran afinidad con los temas relacionados con la conservación de la Naturaleza. Ha trabajado con Universidad de Sussex, Unicef , ONU, Hors série Brennpunkt, entre otras organizaciones relacionadas con el desarrollo sustentable.
En 2015 cruza el Máster en Libro Infantil Ilustrado en la Escuela "i con i" en Madrid, España. Y es a partir de este momento que se especializa al desarrollo de libros álbum, como autora integral.
En 2018 funda OMMANI EDICIONES, la primera editorial ecuatoriana que se enfoca en libros álbum que desarrollan el pensamiento filosófico en la infancia. Su primera publicación "Debajo de hoy" es galardonada con el premio Darío Guevara Mayorga, es seleccionada para pertenecer en la Lista de Honor del IBBY 2020 y fue incluida en el Catálogo Cerlalc-IBBY de LIJ y la Agenda 2030 de Desarrollo Sostenible. Su segunda publicación "Hogar", en 2024, corre con una suerte parecida y gana el premio Darío Guevara Mayorga en la categoría de mejor texto poético infantil y juvenil. Este libro también es seleccionado en la Lista de Honor del IBBY 2024, pero esta vez para representar al Ecuador en ambas categorías: mejor ilustración y mejor texto. Además, es seleccionado para el Catálogo Cerlalc-IBBY de LIJ y la Agenda 2030 de Desarrollo Sostenible. 
Paralelo a su desarrollo como ilustradora, Sozapato estudia actuación, con especial énfasis en el teatro clown, con profesores de la talla de Eric de Bont, Antonio Valen, Charo Frances, entre otros. Desde 2012 se desenvuelve profesionalmente como actriz clown en los colectivos El Gran Ticlop y Chalata Clown. Pronto incursiona en la dramaturgia y dirección de sus propias obras. Su desempeño en las artes escénicas se destaca por proponer una  línea narrativa que, sin dejar de habitar la torpeza, se aleja del gag tradicional del payaso.
Sofía defiende este género teatral (clown escénico) principalmente por la narrativa poética y metafórica que permite el lenguaje del payaso. Gracias a su estrecha relación con la filosofía, el pensamiento creativo y la narración visual que le ha acompañado desde siempre en el mundo de la literatura, busca en todas sus obras, un componente reflexivo importante.
En 2018 escribe y dirige su primer unipersonal "La anacoreta", obra con la que ha representado al Ecuador en varios festivales internacionales.

## Literatura e ilustración
A sus 21 años, habiendo estudiado únicamente diseño gráfico, publica sus primeras ilustraciones en la revista para niñas y niños ¡elé!, de la editorial Zonacuario. Un año después decide emprender su camino de manera independiente. Factor que acentuaría su lenguaje y discurso irreverente. Sozapato, ha enfatizado, a lo largo de su carrera, en la importancia de provocar en el lector/espectador reflexiones abiertas que nutran la propia ética .
A partir del 2007, la artista empieza a capacitarse formalmente en sus grandes pasiones: filosofía, teatro y conservacionismo. Se aficiona además de la neurociencia y pedagogía infantil, siendo muy crítica con la educación convencional y la enseñanza lectiva. 
Estas "banderas de lucha" se ven reflejadas en su trabajo, tanto en la ilustración como en la escritura, produciendo piezas artísticas que sin dejar de ser bellas, tienen un componente social, político de gran agudeza. Entre estas piezas se destacan "Matilde", un libro álbum para primeros lectores en tonos grises, que reivindica el juego y el arte como una herramienta de crear comunidad. Y "Cartografía Sonora del Yasuní" una innovación de la artista donde mezcla el lenguaje formal de los mapas, con la representación onírica y metafórica de los sonidos experimentados, en la zona del Yasuní, durante una residencia artística en 2019. Esta pieza ha sido expuesta y publicada en artículos de diseño y conservación en Ecuador e Inglaterra.
Si bien es cierto que en todo su trabajo se puede notar su inclinación y lucha por el conservacionismo, esto es mucho más evidente en su libro "Hogar" publicado en 2022, cuya narración poética - filosófica, nos hace transitar un sinnúmero de hipótesis alrededor del mundo interior personal, la naturaleza y la separación ideológica del ser humano con su entorno.

### Autora integral de
| Año  | Título               | País                     | Reconocimientos |
| ---- | -------------------- | ------------------------ | --- |
| 2012 | Colorín Colorado     | Ecuador                  | Lista de honor del IBBY 2014                                                                                           |
| 2017 | Matilde              | España / Turquía         | Finalista en CCBF Golden Pinwheel 2017                                                                                 |
| 2018 | Debajo de hoy        | Ecuador                  | Premio Darío Guevara Mayorga 2018 Lista de honor del IBBY 2020                                                         |
| 2019 | Distinta             | España / Turquía / China | Finalista en el X Premio Internacional Compostela de Álbum Ilustrado                                                   |
| 2020 | Delfines en el cielo | Ecuador                  | (plegable artístico)                                                                                                   |
| 2022 | Hogar                | Ecuador                  | Primer Premio Pichincha en libros Premio Darío Guevara Mayorga 2023 Lista de honor del IBBY 2024 / Texto e ilustración |
| 2023 | Miedo                | Ecuador                  | (plegable artístico)                                                                                                   |

### Coautora (como ilustradora) de
| Año  | Título                                                            | País                                       | Escritor/a                   |
| ---- | ----------------------------------------------------------------- | ------------------------------------------ | ---------------------------- |
| 2012 | El sueño de Manuela                                               | Ecuador                                    | Edna Iturralde               |
| 2012 | Mi amiga, la planta de invierno                                   | Ecuador                                    | Rubén Holguín                |
| 2012 | Estas son mis manos                                               | Chile / México / España / Ecuador          | Liset Lantigua               |
| 2013 | Invisibiliblú                                                     | Ecuador                                    | Francisco Delgado Santos     |
| 2013 | Cuentos de hadas                                                  | Ecuador                                    | Varios                       |
| 2013 | Cuentos profundos y con burbujas                                  | Ecuador                                    | Raquel M. Barthe             |
| 2013 | Un día de más                                                     | Ecuador                                    | Jordi Sierra i Fabra         |
| 2013 | Sofi, tu mirada                                                   | Ecuador                                    | Liset Lantigua               |
| 2013 | El Cuarto Reino III. Gigantes, Ogros y Dragones                   | Chile                                      | Alicia Morel                 |
| 2014 | Un cuento para Angie                                              | Ecuador                                    | Sandra Comino                |
| 2014 | El último diente de leche                                         | Ecuador                                    | José Manuel Espino           |
| 2014 | Cuando duerme el sol                                              | Ecuador                                    | Marialuz Albuja Bayas        |
| 2014 | Un día se ha perdido                                              | Ecuador                                    | María de los Ángeles Boada   |
| 2014 | Relatos de Destino                                                | Ecuador                                    | María Catalina Espina Rodas  |
| 2014 | Fábula verde                                                      | Ecuador                                    | Isabel Mesa Gisbert          |
| 2015 | Monstruos                                                         | Ecuador                                    | Ricardo Willians             |
| 2015 | Zaz                                                               | Ecuador                                    | Mónica Varea                 |
| 2016 | Amalia                                                            | Ecuador                                    | Francisco Febres Cordero     |
| 2017 | Tormenta de arroz                                                 | Ecuador                                    | Sandra De la Torre Guarderas |
| 2017 | Mujeres                                                           | Argentina                                  | Varios                       |
| 2018 | Levanta la mirada                                                 | Ecuador                                    | Ricardo Willians             |
| 2019 | Bombazo besucón                                                   | México                                     | Christel Guczka              |
| 2021 | Brujas, salvajes y rebeldes                                       | España                                     | Varios                       |
| 2021 | La explotación del Yasuní en medio del derrumbe petrolero global  | Ecuador                                    | Varios                       |
| 2021 | Mujeres defensoras contra el extractivismo minero en el Abya Yala | Todos                                      | Varios                       |
| 2022 | A través del espejo                                               | México                                     | Lewis Carroll                |
| 2023 | Trinares                                                          | México                                     | Felipe Munita                |
| 2024 | Estas son mis manos                                               | Ecuador / Colección a la orilla del viento | Liset Lantigua               |

## Teatro
Sozapato se ha capacitado en el mundo de la actuación desde muy joven, en varios cursos de teatro: Laboratorio Teatral Malayerba y la Escuela de Teatro El Cronopio, en Quito - Ecuador.  Sin embargo, es hasta el 2012 que empieza a producir sus propias obras de manera profesional e independiente. 
En el mundo del teatro es mucho más común encontrar los créditos de la artista con su nombre de pila: Sofía Zapata. Esta tendencia a desdoblarse en varias "personalidades" se ve reflejada en su transitar como actriz clown. Sofía, a diferencia de la gran mayoría de actores de este género (clown escénico), defiende la posibilidad de inventar un personaje clown diferente, para cada nueva propuesta escénica. La artista argumenta que al tratarse, la obra de teatro, de un reto comunicacional, es importante no limitarse a un solo personaje inmutable en el tiempo y explorar nuevas propuestas estéticas y conceptuales del payaso. Sin dejar de lado la característica fundamental del clown, de estar vinculado estrechamente con la personalidad del actor/actriz, Sofía se diversifica en varios personajes: Chalata, Cuartera, Clavija, Cecot... entre otros.
En 2012 es cofundadora del colectivo teatral español - ecuatoriano El Gran Ticlop.  La obra "Fuga en la zona roja", es la primera propuesta de dramaturgia de Sozapato (Sofía) junto a su colega, el actor Enrique Mediavilla.
En 2018, la artista funda su propio grupo teatral: Chalata Clown, en el que además se arriesga a escribir y dirigir su primer unipersonal: La anacoreta. Obra que impacta por su singularidad narrativa y por generar gags en el espacio abstracto de las emociones. 
Durante la pandemia del 2020 Sofía lanza una serie de videos cortos con uno de sus personajes "Clavijita", una niña clown. Entre las series publicadas están: Ideas para no aburrirse en la CLOWNrentena, TIPisitos y El CLOWNsultorio de Clavijita.

### Festivales
| Estreno | Obra                 | Sinopsis | Festivales                                       |
| ------- | -------------------- | --- | ------------------------------------------------ |
| 2013    | Fuga en la zona roja | La oscuridad es testigo del encuentro de dos seres peculiares y sus peculiaridades. Presas del miedo y la sinrazón de la lucha, no pueden ver más allá de sus propias narices. Poco a poco, el juego y el teatro se convertirán en su única vía de escape... ¿Estará en sus manos la posibilidad de recrear un mundo?               | Ecuador / Colombia / El Salvador / México / Perú |
| 2018    | La anacoreta         | Clavija Posponia es una vagabunda del tiempo que camina pesada y pausadamente con sus preciadas e incontables maletas. Su cuerpo entumecido se ve en la necesidad de emprender una absurda e hilarante búsqueda de ligereza. Contraer y salpicar pedazos de vida, será su estrategia, pero ¿podrá, finalmente, disfrazarse de aire? | Ecuador / Colombia / Bolivia / México / España   |